# BSイレブン住之江ボートレース中継
『BSイレブン住之江ボートレース中継』（ビーエスイレブン すみのえボートレースちゅうけい、英字表記: Boat Race Live SUMINOE）は、日本BS放送（BS11）で2011年7月27日から生放送されているボートレース中継番組である。

## 概要
BOAT RACE 住之江独自の全国放送生中継番組として、BS11（日本BS放送）にて2011年7月27日に第1回目がスタート。
初期は梅田淳と夏川純の爆笑ナチュラルトークと『さすらいの舟券師』島あたるの独自予想が見どころでもあった。
2013年5月1日の放送からは、増田有華が新レギュラーとして加わり、ボートレース中継の枠を超えたバラエティー番組として注目を集めていたが、現在では、更に変更されている。

## 出演者
※2023年4月以降
MC
- 関本賢太郎

アドバイザー
- 永島知洋

ピットレポーター
- 星野あゆみ（不定期）

アシスタント
- 倉持由香

レース実況
- 市岡学（住之江競艇 専属実況アナ）

### 過去の出演者
- 夏川純（タレント、女優、2011年7月 - 2013年4月）
- 増田有華（タレント、女優、元AKB48、2013年5月 - 2017年4月） - MC
- 友松純
- 梅田淳（フリーアナウンサー、元関西テレビ） - MC
- 島あたる（タレント、元吉本興業） - アドバイザー
- 仮面女子（アイドル、番組イメージガール、毎回1人出演） - アシスタント
- 松村香織 (元SKE48、2023年4月まで[1]）

## 放送時間
BOATRACE住之江開催日（主に優勝戦、不定期）
- 16:00 - 17:00
- 20:00 - 21:00（ナイター）
  - 放送時間は変動あり。